# Foodtube
Foodtube is een Nederlandstalige gastronomische website en een videokanaal binnen YouTube met videobeelden over kookkunst.

## Ontstaan
Foodtube is in 2008 gestart door culinair publicist, filmer en journalist Ronald Hoeben samen met wijnschrijver Harold Hamersma. Op 25 april 2008 is de website online gegaan. Sinds 2017 wordt Foodtube door Ronald Hoeben beheerd en verder uitgebreid met filmpjes waarin bekende koks, brood- en banketbakkers hun favoriete bereidingswijze demonstreren of het gebruik van een product of ingrediënt uitleggen.

## Bekende medewerkers
Enkele sterren binnen Foodtube zijn de Amsterdamse banketbakker Cees Holtkamp, die samen met zijn kleindochter Stella Meijles bekende en onbekende bereidingen uit de klassieke patisserie maakt, en chef-koks en restaurateurs John Halvemaan, Jon Sistermans, Wil Demandt en Joop Braakhekke.